# Glenea malaisei
Glenea malaisei là một loài bọ cánh cứng trong họ Cerambycidae.